# 好光孝
好光 孝（よしみつ たかし、1961年9月23日 - ）は、日本の俳優、殺陣師。エビス大黒舎所属。かつては、アクターズエージェンシーに所属していた。千葉県出身。身長170cm、体重58kg。

## 出演

### 映画
- お日柄もよくご愁傷さま（1996年5月11日、和泉聖治監督）
- 風のかたみ（1996年10月5日、髙山由紀子監督）
- サウスバウンド（2007年10月6日、森田芳光監督）
- 椿三十郎（2007年12月1日、森田芳光監督）

### テレビドラマ
- ジャングル（1987年、日本テレビ）
- 月曜・女のサスペンス『危険なめぐり逢い』（1988年7月11日、テレビ東京）[1]
- 水曜グランドロマン『お市御寮人』（1989年10月4日、日本テレビ）
- 火曜スーパーワイド『アン・フェアレディ』（日本テレビ）
- 翔ぶが如く（1990年、NHK）
- びいどろで候〜長崎屋夢日記（1990年、NHK）
- 太平記（1991年、NHK）
- 愛しの刑事（1992年、テレビ朝日）
- はぐれ刑事純情派VII　第18話（1994年8月3日、テレビ朝日）[2]
- 土曜ワイド劇場
  - クリスマススペシャル『聖夜の逃亡者』（1994年12月24日、テレビ朝日）[3]
  - 『牟田刑事官事件ファイル』（テレビ朝日）
- 風のロンド（1995年、フジテレビ）
- いつかまた逢える（1995年、フジテレビ）
- BLACK OUT（1995年、テレビ朝日）
- 炎の消防隊（1996年、テレビ朝日）
- だいじょーぶママ（1997年、CBC制作・TBS系列）
- フェイス　第3話（1997年7月15日、フジテレビ）[4]
- Dの遺伝子（1997年、フジテレビ）
- 火曜サスペンス劇場
  - 『監察医・室生亜季子24』（1998年7月28日、日本テレビ）[5]
  - 『警視庁鑑識班7』（1999年6月22日、日本テレビ）[6]
- 仮面天使ロゼッタ　第7話（1998年8月15日、テレビ東京）[7]
- 千年王国III銃士ヴァニーナイツ（1999年、テレビ朝日）
- 花王愛の劇場『はれ時々くもり』（1999年、TBS）
- しくじり鏡三郎　第17話（1999年、NHK）[8]

### 舞台
- 二代目はクリスチャン（2006年5月24日-5月28日、カートプロモーション公演）[9]
- セピア色した風の中で（2008年6月6日-15日、カートエンターテイメント公演）[10]
- 龍馬の平日-It’s not Ryoman Holiday-（2009年7月2日-7月6日、非シス人-Narcissist-公演）[11]
- BURAI（2010年2月16日-2月21日、非シス人-Narcissist-公演）[12]
- ジパング☆ザッパー大江戸捜査忍法帖（2010年9月10日-13日、爆裂団公演）[13]
- 海援隊ヨリ・・・〜いつも隊士達に吹く風は英雄と言う名の潮風〜2010version（2010年11月3日-11月7日、夢援隊Company公演）[14]
- ヴェニスの商人（2016年8月31日-9月4日、オールアクトカンパニー公演）[15]

### Vシネマ
- RAIN
- 修羅がゆく4
- マザーテロリスト
- ガリンペイロ

### CM
- エバラ食品工業『浅漬けの素』

### VP
- 日産自動車
- ミサワホーム
- ブリヂストン